# بروطيا أرجوانية
بروطيا أرجوانية (الاسم العلمي: Protea purpurea) هو نوع من النباتات يتبع جنس البروطيا من الفصيلة البروطية.